# Leptonema pallidum
Leptonema pallidum är en nattsländeart som beskrevs av Guérin-Méneville 1843. Leptonema pallidum ingår i släktet Leptonema och familjen ryssjenattsländor. Inga underarter finns listade i Catalogue of Life.